# Varces-Allières-et-Risset
Varces-Allières-et-Risset – miejscowość i gmina we Francji, w regionie Owernia-Rodan-Alpy, w departamencie Isère.
Według danych na rok 1990 gminę zamieszkiwały 4592 osoby, a gęstość zaludnienia wynosiła 220 osób/km² (wśród 2880 gmin regionu Rodan-Alpy Varces-Allières-et-Risset plasuje się na 189. miejscu pod względem liczby ludności, natomiast pod względem powierzchni na miejscu 467.).